# The X Factor (Regno Unito) (prima edizione)
La prima edizione dell'originale The X Factor, prodotto nel Regno Unito è andata in onda dal 4 settembre all'11 dicembre 2004, presentata da Kate Thornton su ITV1 e da Ben Shephard su ITV2.
I giudici della prima edizione sono stati:
- Simon Cowell (25+);
- Sharon Osbourne (16-24);
- Louis Walsh (Gruppi Vocali).

## Sinossi
Il talent show è una gara fra tre giudici (dalla quarta edizione sono quattro, grazie alla divisione tra artisti maschili e femminile), ognuno a capo di una categoria di aspiranti cantanti (16-24 anni, gruppi vocali e over 25).
Il programma è suddiviso in quattro fasi:
- Audizione o casting (provini e bootcamp)
- Seconda prova per la selezione definitiva
- Scuola di canto durante la settimana
- Esibizione dal vivo in puntata

Per passare dalla prima alla seconda fase servono i "sì" di almeno due giudici (tre dalla quarta edizione).
Durante la puntata i cantanti sono suddivisi equamente in due manche: i meno votati (uno per ogni manche) si sottopongono al giudizio dei giudici che a maggioranza ne eliminano uno. Dalla quarta edizione, essendo i giudici quattro, in caso due di loro vogliano eliminare un concorrente e gli altri due l'altro, si procederà con uno spareggio tramite duecento secondi di televoto.

## I finalisti
I nove concorrenti scelti dai giudici sono:
| Categoria                | Concorrenti      | Concorrenti    | Concorrenti      | Concorrenti |
| ------------------------ | ---------------- | -------------- | ---------------- | ----------- |
| 16–24 (Sharone Osbourne) | Tabby Callaghan  | Cassie Compton | Roberta Howett   |             |
| 25+ (Simon Cowell)       | Steve Brookstein | Verity Keays   | Rowetta Satchell |             |
| Groups (Louis Walsh)     | 2 To Go          | G4             | Voices With Soul |             |

- In rosso:

i concorrenti eliminati
- In verde:

il vincitore
- In bianco:

il secondo classificato

## Tabella Eliminazioni
|            |                  | Prima puntata                     | Seconda puntata           | Terza puntata               | Quarta puntata               | Quinta puntata                  | Sesta puntata                       | Settima puntata                    | Ottava puntata                     |
| ---------- | ---------------- | --------------------------------- | ------------------------- | --------------------------- | ---------------------------- | ------------------------------- | ----------------------------------- | ---------------------------------- | ---------------------------------- |
|            | Steve Brookstein | 1st 35,5%                         | 4th 10,4%                 | 1st 23,8%                   | 3rd 15,7%                    | 1st 29,8%                       | 1st 27,3%                           | 2nd 36,6%                          | Vincitore (54,2%) (ottava puntata) |
|            | G4               | 4th 12%                           | 3rd 17,1%                 | 2nd 19,6%                   | 6th 10,7%                    | 3rd 19,3%                       | 2nd 26,4%                           | 1st 37,2%                          | Secondi (45,8%) (ottava puntata)   |
|            | Tabby Callaghan  | 3rd 12,1%                         | 1st 23,7%                 | 3rd 16,4%                   | 1st 27,8%                    | 4th 11,6%                       | 3rd 25,4%                           | Terzo classificato 26,2%           | Eliminato (settima puntata)        |
|            | Rowetta Satchell | 2nd 15,1%                         | 2nd 18,8%                 | 4th 16,1%                   | 2nd 17,4%                    | 2nd 27,9%                       | Quarta classificata 20,9%           | Eliminata (sesta puntata)          | Eliminata (sesta puntata)          |
|            | Cassie Compton   | 5th 7%                            | 5th 10,2%                 | 5th 12,7%                   | 4th 15,4%                    | 5th 11,4%                       | Eliminata (quinta puntata)          | Eliminata (quinta puntata)         | Eliminata (quinta puntata)         |
|            | Voices with Soul | 9th 2,4%                          | 6th 8,9%                  | 6th 6,7%                    | 5th 13%                      | Eliminate (quarta puntata)      | Eliminate (quarta puntata)          | Eliminate (quarta puntata)         | Eliminate (quarta puntata)         |
|            | 2 To Go          | 6th 6,2%                          | 7th 7,6%                  | 7th 4,7%                    | Eliminati (terza puntata)    | Eliminati (terza puntata)       | Eliminati (terza puntata)           | Eliminati (terza puntata)          | Eliminati (terza puntata)          |
|            | Verity Keays     | 7th 5,1%                          | 8th 3,3%                  | Eliminata (seconda puntata) | Eliminata (seconda puntata)  | Eliminata (seconda puntata)     | Eliminata (seconda puntata)         | Eliminata (seconda puntata)        | Eliminata (seconda puntata)        |
|            | Roberta Howett   | 8th 4,6%                          | Eliminata (prima puntata) | Eliminata (prima puntata)   | Eliminata (prima puntata)    | Eliminata (prima puntata)       | Eliminata (prima puntata)           | Eliminata (prima puntata)          | Eliminata (prima puntata)          |
|            |                  |                                   |                           |                             |                              |                                 |                                     |                                    |                                    |
| Ultimi due | Ultimi due       | Roberta Howett , Voices With Soul | 2 To Go, Verity Keays     | 2 To Go, Voices With Soul   | G4, Voices With Soul         | Cassie Compton, Tabby Callaghan | -                                   | -                                  | -                                  |
|            | Voto di Simon    | Roberta Howett                    | 2 To Go                   | -                           | G4                           | Cassie Compton                  | -                                   | -                                  | -                                  |
|            | Voto di Sharon   | Voices With Soul                  | Verity Keays              | 2 To Go                     | Voices With Soul             | -                               | -                                   | -                                  | -                                  |
|            | Voto di Louis    | Roberta Howett                    | Verity Keays              | 2 To Go                     | Voices With Soul             | Cassie Compton                  | -                                   | -                                  | -                                  |
| Eliminated | Eliminated       | Roberta Howett 2 voti su 3        | Verity Keays 2 voti su 3  | 2 To Go 2 voti su 2         | Voices With Soul 2 voti su 3 | Cassie Compton 2 voti su 2      | Rowetta Satchell Ultima al televoto | Tabby Callaghan Ultimo al televoto | G4 Secondi classificati            |
| Eliminated | Eliminated       | Roberta Howett 2 voti su 3        | Verity Keays 2 voti su 3  | 2 To Go 2 voti su 2         | Voices With Soul 2 voti su 3 | Cassie Compton 2 voti su 2      | Rowetta Satchell Ultima al televoto | Tabby Callaghan Ultimo al televoto | Steve Brookstein Vincitore         |

## Ascolti
Questa serie ha avuto gli ascolti più bassi di tutte le edizioni, con una media di 6.900.000 telespettatori. La finale ha raggiunto 8,1 milioni di spettatori durante le esibizioni e 9,7 milioni nel momento del risultato finale.